# Pascoe Grenfell
Pascoe Grenfell (3 septembre 1761 - 23 janvier 1838) est un homme d'affaires et homme politique britannique.

## Biographie
Il est né à Marazion, en Cornouailles. Son père, Pascoe Grenfell (1729–1810) et son oncle sont marchands dans le commerce de l'étain et du cuivre. Grenfell étudie à la Truro Grammar School avant de rejoindre l'entreprise de son père à Londres. Plus tard, il rejoint l'entreprise de Thomas Williams de Llanidan, un important producteur de laiton et de cuivre, devenant le directeur principal de Williams. Il est également gouverneur de la Royal Exchange Assurance Company de 1829 à 1838.
À la mort de Williams, Grenfell est choisi comme l'un des députés de la circonscription de Great Marlow dans le Buckinghamshire. Il représente cette circonscription jusqu'en 1820, date à laquelle il est devenu représentant de Penryn, poste qu'il conserve jusqu'en 1826. En tant que parlementaire, il est un fervent partisan de William Wilberforce dans les débats sur la traite des êtres humains et le transport. Il est également un observateur vigilant de la Banque d'Angleterre et une autorité en matière de finances.
Grenfell est décédé au 38 Belgrave Square à Londres le 23 janvier 1838.

## Famille
Le 26 août 1786, Grenfell épouse sa cousine, Charlotte Granville (1765-1790), la fille de son oncle paternel George Granville (1734-1784) et sa première épouse Elizabeth Bryer (1740–? ). Charlotte est décédée peu de temps après la naissance de Charles Grenfell (1790-1867), qui épouse Lady Georgiana Molyneaux, fille de William Molyneux (2e comte de Sefton).
Le 15 janvier 1798, il épouse Georgiana St Leger (1775-1818), la plus jeune fille de St Leger St Leger (1er vicomte Doneraile) et de Mary Barry. Ils ont une grande famille :
1. Pascoe St Leger Grenfell (1798-1879) ;
2. Marianne (1802–1892) qui épouse le riche banquier et baron des chemins de fer George Glyn (1er baron Wolverton) ;
3. Emily Charlotte (1805–1875) qui épouse le ministre anglican, scientifique, réformateur de la santé publique, humanitaire et correspondant du London Times Sydney Godolphin Osborne, qui a publié sous le sigle "SGO" son témoignage oculaire de la famine irlandaise, publié sous le titre "Gleanings in the Ouest de l'Irlande "en 1850 ;
4. Caroline Temple (1809–1886) qui est la troisième épouse de John Ashley Warre ;
5. Charlotte Maria French (1812-1860) qui épouse l'historien James Anthony Froude ;
6. Frances Eliza (1814–1891), écrivain qui épouse Charles Kingsley, poète, socialiste chrétien, ministre anglican et romancier. Leur fille Mary St Leger Kingsley (1852–1931) devient la romancière populaire de la fin de l'époque victorienne connue sous le nom de plume Lucas Malet (en).

Pascoe Grenfell vivait à Taplow House, Taplow dans le Buckinghamshire.